# طائر الشوك أصهب المقدمة
طائرالشوك أصهب المقدمة (الاسم العلمي: Phacellodomus rufifrons)، هو نوع من الطيور يتبع جنس طائر الشوك ضمن فصيلة الفرنارية ضمن رتبة العصفوريات. تستوطن معظم دول أمريكا الجنوبية.